# Saint-Martin-du-Mont (Ain)
Pour les articles homonymes, voir Saint-Martin et Saint-Martin-du-Mont.
Saint-Martin-du-Mont est une commune française, située dans le département de l'Ain en région Auvergne-Rhône-Alpes.
Les habitants de Saint-Martin-du-Mont sont les Saint-Martinois. En 2016, le site de la commune indique que les habitants de la commune sont les San-Martinois.

## Géographie
Saint-Martin-du-Mont se situe dans le Revermont. Elle fait partie de l'aire urbaine de Bourg-en-Bresse. Le territoire communal est traversé par le Suran, les biefs affluents de la Reyssouze et de la Leschère.
D'après des calculs de l'IGN publiés en 2016, le centre géographique du département de l'Ain est situé dans la commune, aux coordonnées 46° 05′ 58″ N, 5° 20′ 56″ E, à proximité du hameau de Soblay.

### Communes limitrophes
| Tossiat, Journans      |                      | Bohas-Meyriat-Rignat |
| Certines La Tranclière | Saint-Martin-du-Mont | Neuville-sur-Ain     |
|                        | Druillat             |                      |

### Hameaux
Liste des hameaux de la plaine, côté ouest :
- Salles ;
- le Pied de la Côte ;
- le Farget ;
- le Mollard ;
- Chiloup ;
- le Multy ;
- la Chapelle ;
- la Vavre ;
- le Rion ;
- la Roche ;
- le Colombier ;

Liste des hameaux de moyenne-montagne :
- Gravelles (ancienne commune de l'Ain) ;
- le Village ;
- Soblay ;
- Confranchette le bas ;
- Confranchette le haut ;
- Châteauvieux.

### Transports

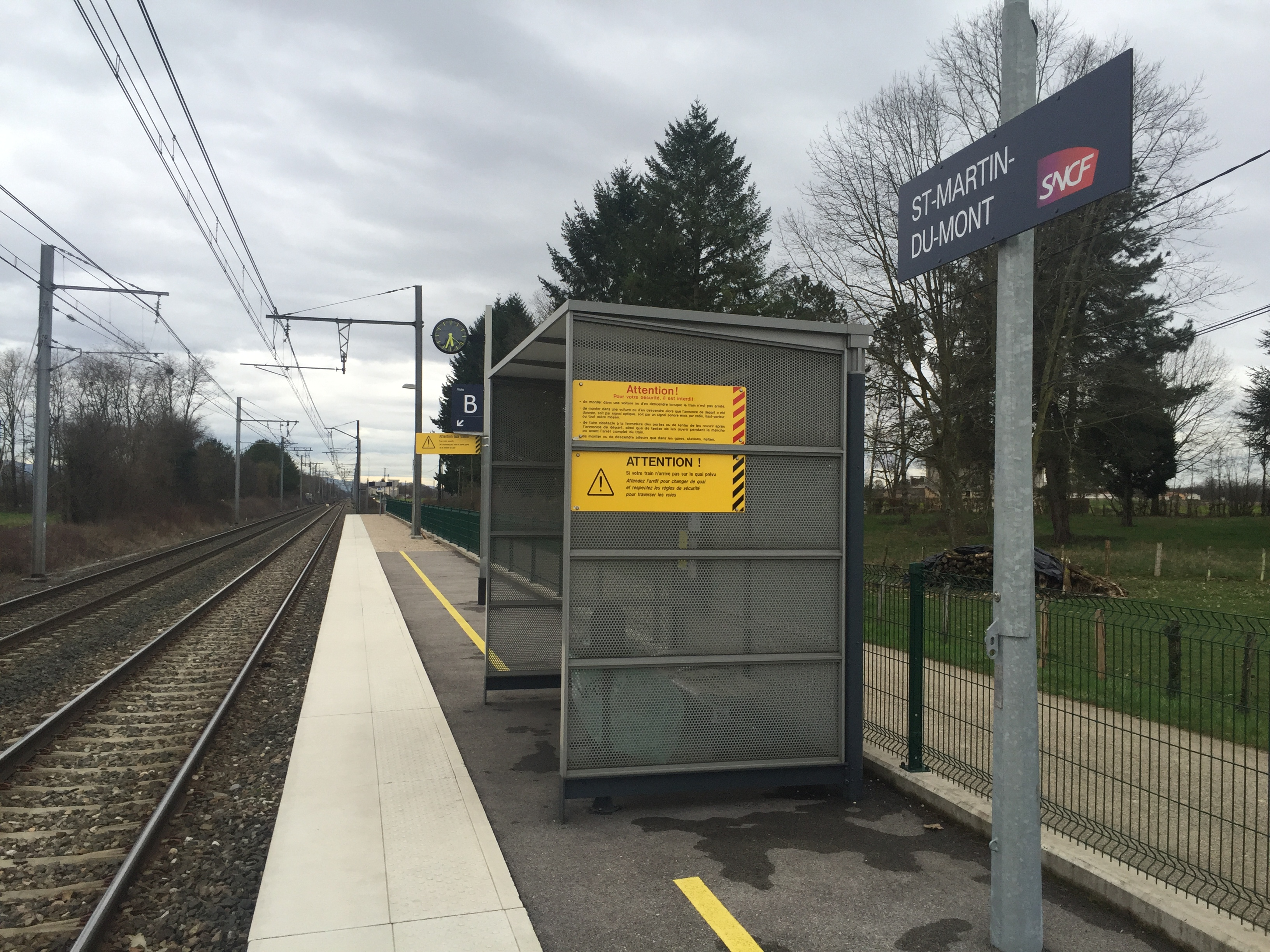
Vue de la halte ferroviaire.

Le 23 juin 1856, a lieu la mise en service de la première section, entre Lyon et Bourg, du chemin de fer de Mâcon et de Lyon à Genève, par la Compagnie des chemins de fer de Paris à Lyon et à la Méditerranée (PLM). Lors de l'ouverture de cette ligne qui traverse la commune en passant près du hameau du Molard, il n'y a pas de station, la gare de Saint-Martin-du-Mont est créée plus tard.

### Climat
Pour des articles plus généraux, voir Climat d'Auvergne-Rhône-Alpes et Climat de l'Ain.
En 2010, le climat de la commune est de type climat des marges montagnardes, selon une étude du CNRS s'appuyant sur une série de données couvrant la période 1971-2000. En 2020, Météo-France publie une typologie des climats de la France métropolitaine dans laquelle la commune est dans une zone de transition entre le climat semi-continental et le climat de montagne et est dans la région climatique Bourgogne, vallée de la Saône, caractérisée par un bon ensoleillement (1 900 h/an), un été chaud (18,5 °C), un air sec au printemps et en été et des vents faibles.
Pour la période 1971-2000, la température annuelle moyenne est de 10,5 °C, avec une amplitude thermique annuelle de 17,4 °C. Le cumul annuel moyen de précipitations est de 1 322 mm, avec 11,5 jours de précipitations en janvier et 8 jours en juillet. Pour la période 1991-2020, la température moyenne annuelle observée sur la station météorologique de Météo-France la plus proche, « Ceyzériat_sapc », sur la commune de Ceyzériat à 9 km à vol d'oiseau, est de 11,7 °C et le cumul annuel moyen de précipitations est de 1 032,6 mm,. Pour l'avenir, les paramètres climatiques de la commune estimés pour 2050 selon différents scénarios d'émission de gaz à effet de serre sont consultables sur un site dédié publié par Météo-France en novembre 2022.

## Urbanisme

### Typologie
Au 1er janvier 2024, Saint-Martin-du-Mont est catégorisée commune rurale à habitat dispersé, selon la nouvelle grille communale de densité à 7 niveaux définie par l'Insee en 2022.
Elle est située hors unité urbaine. Par ailleurs la commune fait partie de l'aire d'attraction de Bourg-en-Bresse, dont elle est une commune de la couronne,. Cette aire, qui regroupe 80 communes, est catégorisée dans les aires de 50 000 à moins de 200 000 habitants,.

### Occupation des sols
L'occupation des sols de la commune, telle qu'elle ressort de la base de données européenne d’occupation biophysique des sols Corine Land Cover (CLC), est marquée par l'importance des territoires agricoles (60,6 % en 2018), en diminution par rapport à 1990 (61,9 %). La répartition détaillée en 2018 est la suivante : 
terres arables (35 %), forêts (32 %), prairies (18,9 %), zones agricoles hétérogènes (6,6 %), zones urbanisées (5,4 %), zones industrielles ou commerciales et réseaux de communication (1,2 %), espaces verts artificialisés, non agricoles (0,9 %).
L'évolution de l’occupation des sols de la commune et de ses infrastructures peut être observée sur les différentes représentations cartographiques du territoire : la carte de Cassini (XVIIIe siècle), la carte d'état-major (1820-1866) et les cartes ou photos aériennes de l'IGN pour la période actuelle (1950 à aujourd'hui).

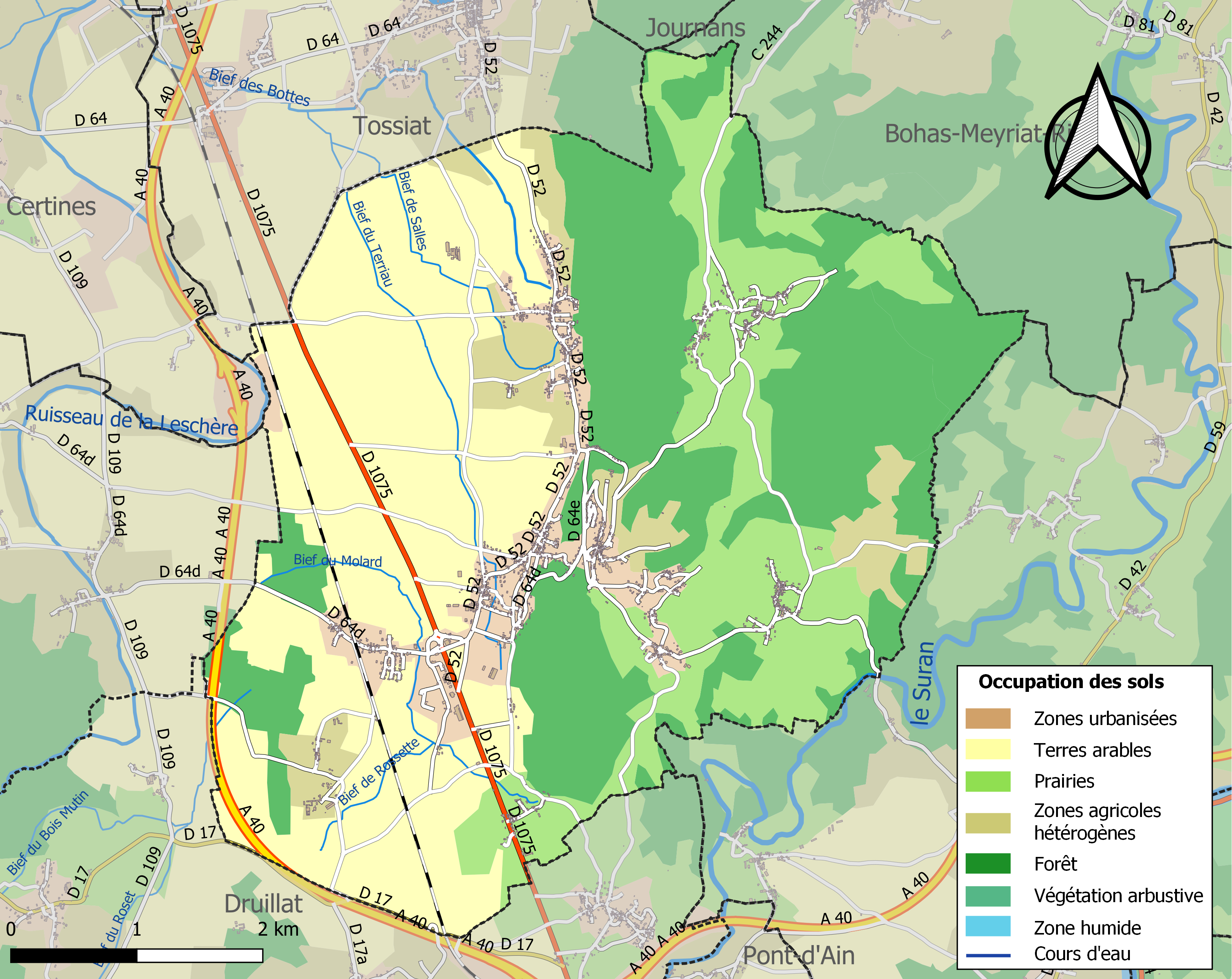
Carte des infrastructures et de l'occupation des sols de la commune en 2018 (CLC).

## Histoire

### Seconde Guerre mondiale

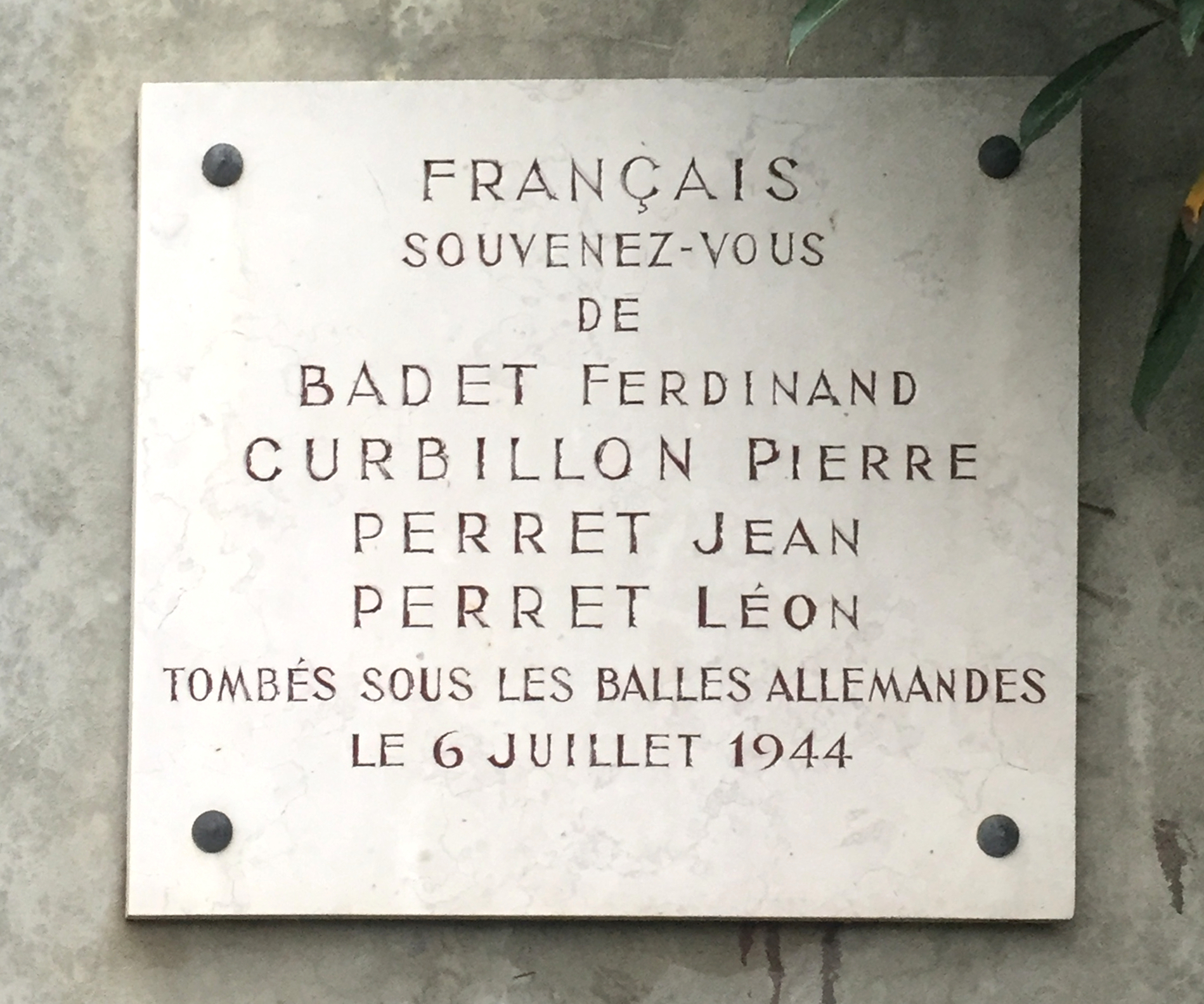
Plaque des quatre maquisards du Molard (6 juillet 1944).

Le 28 juin 1944, les Allemands entrent dans Saint-Martin-du-Mont, pillent plusieurs maisons, incendient la salle des fêtes des « Enfants du Revermont » et exécutent quelques habitants. Au hameau du Molard, le 6 juillet 1944, quatre maquisards (Ferdinand Badet, Pierre Curbillon, Jean Perret et Léon Perret) sont exécutés ; le 11 août, le hameau de Molard est incendié.
Le village est libéré le 2 septembre 1944 par les Américains.

## Politique et administration

### Découpage territorial
La commune de Saint-Martin-du-Mont est membre de la communauté d'agglomération du Bassin de Bourg-en-Bresse, un établissement public de coopération intercommunale (EPCI) à fiscalité propre créé le 1er janvier 2017 dont le siège est à Bourg-en-Bresse. Ce dernier est par ailleurs membre d'autres groupements intercommunaux.
Sur le plan administratif, elle est rattachée à l'arrondissement de Bourg-en-Bresse, au département de l'Ain et à la région Auvergne-Rhône-Alpes. Sur le plan électoral, elle dépend du  canton de Ceyzériat pour l'élection des conseillers départementaux, depuis le redécoupage cantonal de 2014 entré en vigueur en 2015, et de la première circonscription de l'Ain  pour les élections législatives, depuis le dernier découpage électoral de 2010.

### Administration municipale

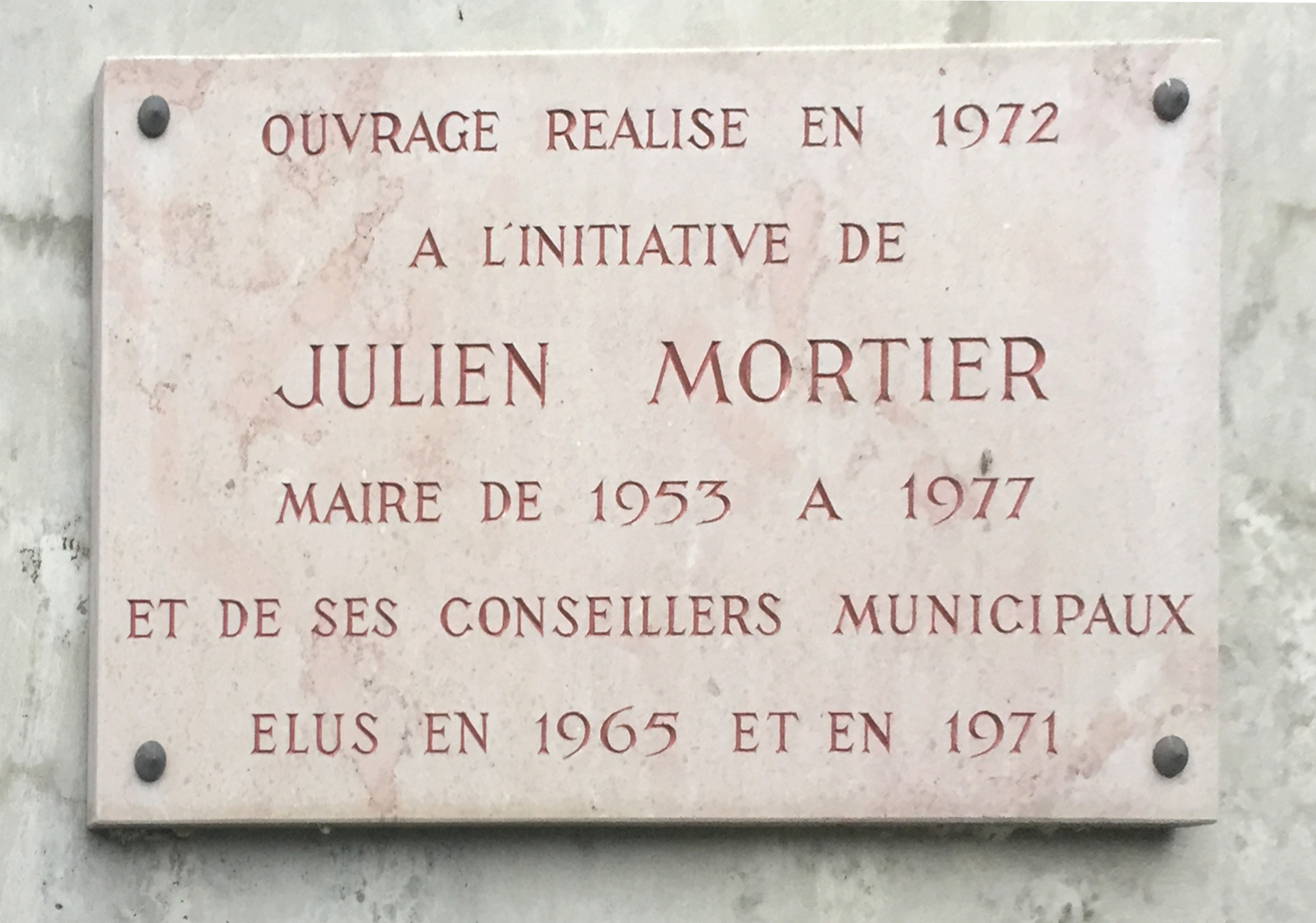
Plaque évoquant Julien Mortier.

| Période                                 | Période                                 | Identité                                                           | Étiquette                                                   | Qualité |
| --------------------------------------- | --------------------------------------- | ------------------------------------------------------------------ | ----------------------------------------------------------- | --- |
| 1790                                    | novembre 1791                           | Claude François Blatrix                                            |                                                             | Premier maire élu de Saint-Martin-du-Mont Né vers 1732, il est le fils d’André Blatrix et de Marie Antoinette Rosset. Habitant du Farget. |
| novembre 1791                           | novembre 1793                           | Joseph Lacombe                                                     |                                                             | Marchand. Né à Saint-Martin-du-Mont le 28 février 1756, il est le fils de Benoit Lacombe et de Jeanne Marie Page. Il est secrétaire-greffier de la municipalité de Saint-Martin-du-Mont en 1790. Le 5 novembre 1795, il est élu contre l’hébertiste Piffady, alors adjoint. Ce dernier, en colère, le terrorise et le pousse à la démission. Il sera remplacé par Pierre Denis Armand. Il est élu en l’an VII en tant qu’agent municipal (maire) mais est remplacé la même année. Il est encore élu adjoint au maire le 27 mai 1800. Il meurt à Saint-Martin-du-Mont le 26 décembre 1812. |
| novembre 1793                           | An IV                                   | Pierre Geoffray                                                    |                                                             | Élu maire en novembre 1793, il est nommé le 22 germinal an II (11 avril 1794) et installé le 8 floréal (27 avril). Il est reconduit par arrêté le 10 brumaire an III (31 octobre 1794) et installé le 6 frimaire (26 novembre). Sous son mandant, la commune change de nom et s’appelle Mont Bel Air, aussi orthographié Mont Belair, et la commune de Gravelles est fusionnée avec Saint-Martin-du-Mont le 10 brumaire an III. Cette dernière ne sera plus jamais séparée. |
| An IV (5 novembre 1795)                 | An IV (novembre 1795)                   | Joseph Lacombe                                                     |                                                             | Marchand. Né à Saint-Martin-du-Mont le 28 février 1756, il est le fils de Benoit Lacombe et de Jeanne Marie Page. Il est secrétaire-greffier de la municipalité de Saint-Martin-du-Mont en 1790. Le 5 novembre 1795, il est élu contre l’hébertiste Piffady, alors adjoint. Ce dernier, en colère, le terrorise et le pousse à la démission. Il sera remplacé par Pierre Denis Armand. Il est élu en l’an VII en tant qu’agent municipal (maire) mais est remplacé la même année. Il est encore élu adjoint au maire le 27 mai 1800. Il meurt à Saint-Martin-du-Mont le 26 décembre 1812. |
| An IV (novembre 1795)                   | An VII                                  | Pierre Denis Armand                                                |                                                             | Notaire à Saint-Martin-du-Mont. Il est élu en l’an IV, novembre 1795, jusqu’à l’an VII. Il devient ensuite trésorier payeur général à Bourg-en-Bresse. Le 2 mai 1817, il est nommé par le préfet Dumartroy Maire de Jasseron. Il y siègera jusqu’au 6 Août 1821, malgré son remplacement le 25 juillet 1821. |
| An VII                                  | An VII                                  | Joseph Lacombe                                                     |                                                             | Marchand. Né à Saint-Martin-du-Mont le 28 février 1756, il est le fils de Benoit Lacombe et de Jeanne Marie Page. Il est secrétaire-greffier de la municipalité de Saint-Martin-du-Mont en 1790. Le 5 novembre 1795, il est élu contre l’hébertiste Piffady, alors adjoint. Ce dernier, en colère, le terrorise et le pousse à la démission. Il sera remplacé par Pierre Denis Armand. Il est élu en l’an VII en tant qu’agent municipal mais est remplacé la même année. Il est encore élu adjoint au maire le 27 mai 1800. Il meurt à Saint-Martin-du-Mont le 26 décembre 1812. |
| An VII                                  | 22 floréal An VIII (12 mai 1800)        | Jean Claude Julliard                                               |                                                             | Il est élu en l’an VII et sera remplacé l’année d’après. |
| 22 floréal an VII (12 mai 1800)         | 17 vendémiaire an XIII (9 octobre 1804) | Claude François Piffady                                            | Hébertiste                                                  | Impliqué administrativement au sein de commune depuis 1793 en tant que procureur communal puis agent national en 1794, il dispose de l’appui de l’hébertiste Rollet-Marat. Le 5 novembre 1795, il n’est pas élu mais nommé adjoint au maire de Joseph Lacombe. Il terrorise ce dernier qui démissionne le même mois. Il est nommé maire par le préfet Ozun le 22 floréal An VIII (12 mai 1800) mais est démissionnaire et est remplacé le 17 vendémiaire an XIII (9 octobre 1804). |
| 17 vendémiaire an XIII (9 octobre 1804) | 11 décembre 1806                        | Jean Claude dit Eugène d’Ivoley                                    |                                                             | Né à Saint-Martin-du-Mont le 9 juillet 1767, il meurt à Bourg-en-Bresse le 24 janvier 1830. Il est le fils de Hugues Victor d’Ivoley et de Marie-Catherine Negroni, seigneurs du Château de La Roche. Il est lieutenant d’artillerie et vérificateur des poids et mesure. Il est nommé maire le 17 vendémiaire an XIII (9 octobre 1804), fini démissionnaire et est remplacé par arrêté le 11 décembre 1806. |
| 11 décembre 1806                        | 14 mars 1816                            | Jean-Jacques Durand de Chiloup                                     | Royaliste-légitimiste                                       | Militaire et politicien né à Bourg-en-Bresse le 6 septembre 1768, il est le fils de François Marie Durand et de Marie Françoise de Saint-André. Il sert dans l’armée de 1788 à 1796, où il se retire de son service et s’installe dans son domaine du Château de Chiloup. Il y introduira le mouton mérinos, une première pour l’Ain. D’abord nommé par le préfet, le 11 décembre 1806, maire de Saint-Martin-du-Mont, il sera réélu à ce titre durant les Cent-Jours le 15 mai 1815. Il sera ensuite élu maire de Bourg-en-Bresse le 8 février 1816 et sera remplacé à Saint-Martin-du-Mont par son adjoint O’Brien, nommé par le préfet le 14 mars 1816. Il continuera le reste de sa vie dans une carrière politique locale jusqu’en 1848. Il meurt à Saint-Martin-du-Mont le 17 octobre 1852.                                                                                        |
| 1816                                    | 1827                                    | Charles Louis O’Brien                                              |                                                             | Né à Bourg-en-Bresse le 21 novembre 1772, il est le fils de Claude Marie O’Brien et de Marie Agathe Chambre. Il est capitaine au régiment de Bouillon puis commandeur de la citadelle de Metz. Il est conseiller municipale de Saint-Martin-du-Mont à partir du 2 mars 1808 puis est nommé par le préfet maire de la commune à la suite du départ du précédent pour la mairie de Bourg-en-Bresse. Il est renommé plusieurs fois au même poste le 10 juin 1816 et le 25 juillet 1821 jusqu’à sa mort a Bourg-en-Bresse le 19 janvier 1827. Il est inhumé à Saint-Martin-du-Mont. |
| 1827                                    | 1831                                    | Charles Eugène O’Brien                                             |                                                             | Né à Givors le 14 fructidor an VIII (1er septembre 1800), il est le fils de Charles Louis O’brien et d’Anne Rebichon. Il est propriétaire à Saint-Martin-du-Mont et épouse en 1833 Marie Suzanne Pélagie Uchard des Garossons (1805-1866). Il est nommé maire de Saint-Martin-du-Mont en 1827 à la suite du décès de son père et ce jusqu’en 1831 où il est remplacé. Il est de nouveau nommé maire sans discontinuité en 1846 et puis élu en 1848, nommé par arrêté le 17 juillet 1852 et reconduit le 10 juin 1855 jusqu’en 1860 où il est remplacé. Enfin, il est une troisième fois maire de Saint-Martin-du-Mont, nommé par arrêté le 1e septembre 1862, reconduit le 26 août 1865 et enfin démissionnaire et remplacé par arrêté le 26 mai 1866. Son nom est inscrit sur une cloche de l’Église Saint-Laurent, fondue en 1856. Il meurt à Saint-Martin-du-Mont le 15 octobre 1872. |
| 1831                                    | 1833                                    | André Jules César Bottex                                           |                                                             | Né à Neuville-sur-Ain le 28 novembre 1786, il est le fils d’Étienne Bottex (homme politique local) et de Jeanne Éléonore Riboud (sœur d’un homme politique local). Il est notaire à Saint-Martin-du-Mont à partir de 1814 puis à Neuville-sur-Ain de 1834 à 1852. Ses minutes recouvrent les 1814 à 1852 et sont conservées au Archives de l’Ain. Il est nommé maire de Saint-Martin-du-Mont de 1831 à 1833. Il meurt à Neuville-sur-Ain le 30 mars 1844. |
| 1833                                    | 1846                                    | Camille Durand de Chiloup                                          |                                                             | Né à Bourg-en-Bresse le 19 novembre 1796, il est le fils de Jean-Jacques Durand de Chiloup et de Marie Sophie Catherine Guillot. Colonel de gendarmerie à Lyon, retraité vers 1858. Il est nommé maire de Saint-Martin-du-Mont de 1833 à 1846. Il est élu conseiller général élu du canton de Pont-d’Ain le 13 février 1853 en remplacement de son père et restera à ce poste jusqu’en 1870. Il meurt à Mâcon le 29 mars 1879. |
| 1846                                    | 1860                                    | Charles Eugène O’Brien                                             |                                                             | Né à Givors le 14 fructidor an VIII (1er septembre 1800), il est le fils de Charles Louis O’brien et d’Anne Rebichon. Il est propriétaire à Saint-Martin-du-Mont et épouse en 1833 Marie Suzanne Pélagie Uchard des Garossons (1805-1866). Il est nommé maire de Saint-Martin-du-Mont en 1827 à la suite du décès de son père et ce jusqu’en 1831 où il est remplacé. Il est de nouveau nommé maire sans discontinuité en 1846 et puis élu en 1848, nommé par arrêté le 17 juillet 1852 et reconduit le 10 juin 1855 jusqu’en 1860 où il est remplacé. Enfin, il est une troisième fois maire de Saint-Martin-du-Mont, nommé par arrêté le 1e septembre 1862, reconduit le 26 août 1865 et enfin démissionnaire et remplacé par arrêté le 26 mai 1866. Son nom est inscrit sur une cloche de l’Église Saint-Laurent, fondue en 1856. Il meurt à Saint-Martin-du-Mont le 15 octobre 1872. |
| 1860                                    | 1862                                    | Sylvain de La Forest de Divonne (Il signe « Silvain de Laforest ») |                                                             | Né à Tillenay, dans la Côte-d’Or, le 7 novembre 1812, il est le fils de Cyrille de la Forest de Divonne (1770-1845) et d’Élisabeth de Fontette (1787-1859). Il est nommé maire de Saint-Martin-du-Mont en 1860, mais est démissionnaire et remplacé le 1er septembre 1862. Il meurt à Saint-Martin-du-Mont le 9 octobre 1892. |
| septembre 1862                          | 26 mai 1866                             | Charles Eugène O’Brien                                             |                                                             | Né à Givors le 14 fructidor an VIII (1er septembre 1800), il est le fils de Charles Louis O’brien et d’Anne Rebichon. Il est propriétaire à Saint-Martin-du-Mont et épouse en 1833 Marie Suzanne Pélagie Uchard des Garossons (1805-1866). Il est nommé maire de Saint-Martin-du-Mont en 1827 à la suite du décès de son père et ce jusqu’en 1831 où il est remplacé. Il est de nouveau nommé maire sans discontinuité en 1846 et puis élu en 1848, nommé par arrêté le 17 juillet 1852 et reconduit le 10 juin 1855 jusqu’en 1860 où il est remplacé. Enfin, il est une troisième fois maire de Saint-Martin-du-Mont, nommé par arrêté le 1e septembre 1862, reconduit le 26 août 1865 et enfin démissionnaire et remplacé par arrêté le 26 mai 1866. Son nom est inscrit sur une cloche de l’Église Saint-Laurent, fondue en 1856. Il meurt à Saint-Martin-du-Mont le 15 octobre 1872. |
| 26 mai 1866                             | juillet 1871                            | Louis Étienne Patrice O’Brien                                      |                                                             | Né à Bourg-en-Bresse le 8 janvier 1834, il est le fils de Charles Eugène O’Brien et de Marie Suzanne Pélagie Uchard des Garossons. Il est officier de cavalerie. Il est nommé maire, le 26 mai 1866, à la suite de son père, démissionnaire. Il est reconduit en août 1870, puis élu en octobre, réélu en mai 1871, mais est remplacé finalement en juillet 1871. Il est également conseiller de l’arrondissement de Bourg-en-Bresse élu au canton-de Pont-d’Ain. Il meurt à Paris le 16 juillet 1898. |
| juillet 1871                            | 1900                                    | Claude Joseph Bollet                                               |                                                             | Né à Saint-Martin-du-Mont le 7 février 1837, il est le fils de Pierre Bollet, cultivateur à Gravelles, et de Marie Bollet. Il est propriétaire également dans le village et est cité en 1883 lors de sa nomination en tant que lieutenant de louveterie. Il est élu maire en 1871 et est nommé ou élu sans discontinuité jusqu’en 1900, à sa mort. Il est également conseiller dans l’arrondissement de Bourg-en-Bresse élu au canton de Pont-d’Ain depuis le 13 juin 1875 jusqu’en 1895. Il meurt à Saint-Martin-du-Mont le 22 novembre 1900. |
| 1900                                    | décembre 1919                           | Claude François Marie Mortier                                      |                                                             | Né à Saint-Martin-du-Mont le 4 avril 1856, il est le fils de Claude François Mortier (propriétaire à Salles) et de Marie Reine Guichard. Il est maire à partir de 1900, puis est élu et réélu jusqu’en 1919. |
| décembre 1919                           | 1925                                    | Claude François Janton                                             | Républicains de gauche                                      | Né à Saint-Martin-du-Mont le 13 octobre 1876, il est le fils de Jean Marie Janton et de Marie Bouvard, cultivateurs au hameau du Farget. Il est élu en décembre 1919 jusqu’en 1925. Sous son mandant une des cloches de l’église Saint-Laurent de Saint-Martin-du-Mont est fondue et son nom y est inscrit. Il meurt à Bourg-en-Bresse le 23 septembre 1965. |
| 1925                                    | mai 1935                                | Louis Blatrix                                                      | SFIO puis Radical-socialiste                                | Entrepreneur Né à Saint-Martin-du-Mont le 2 juillet 1869, il est le fils de Charles Marie Blatrix, maçon, et de Claudine Guillon. Adjoint au Maire de Saint-Martin-du-Mont élu en 1919. Conseiller de l’arrondissement de Bourg, élu au canton de Pont-d’Ain le 6 février 1927 sous l’étiquette Radical-socialiste en remplacement de Claude Troccon, décédé, il est réélu en 1928 contre Nicollet et en 1934 contre Fructus jusqu’à son décès. Il meurt à Saint-Martin-du-Mont le 22 juin 1937. |
| mai 1935                                | 22 avril 1944                           | Jules Rougemont                                                    |                                                             | Il est élu en mai 1935 et le restera jusqu’à sa démission acceptée par le préfèt le 22 avril 1944. |
| 22 avril 1944                           | 26 septembre 1944                       | François Malfart                                                   |                                                             | Il a été élu deuxième adjoint au maire de Saint-Martin-du-Mont en mai 1935, il sera désigné maire par le préfèt à la suite de la démission du précédent. |
| 26 septembre 1944                       | 1953                                    | François Bollet                                                    | Radical-socialiste                                          | Conseiller municipal de Saint-Martin-du-Mont, il est délégué au fonction d’adjoint au maire par arrêté le 25 mai 1944. Il est ensuite président du comité local de libération nommé le 26 septembre 1944, ce qui l’amène à être désigné maire. Il est ensuite élu maire en mai 1945, puis réélu en octobre 1947 jusqu’en 1953. |
| juin 1953                               | mars 1977                               | Julien Mortier                                                     | RGR (en 1953 et 1959) Centre-gauche (en 1965) DVG (en 1971) | Il est conseiller municipale de Saint-Martin-du-Mont en 1947. Il est élu 4 fois d’affilé en tant que maire de 1953 à 1977 où il ne se représente pas. |
| mars 1977                               | juin 1995                               | Fernand Carlet                                                     | Communiste (en 1977 et 1983) Parti socialiste (en 1989)     | Agriculteur. Il est né à Saint-Martin-du-Mont le 25 janvier 1924. Élu maire en mars 1977, il le restera jusqu’en 1995. Il a été candidat aux élections cantonales de Pont-d’Ain le 10 mars 1985 contre Jacques Boyon, il obtient 28,55% des voix au premier tour. Il meurt en août 2007. |
| juin 1995                               | mars 2001                               | Claudius Humbert                                                   | DVG                                                         | Né le 1er octobre 1925 à Saint-Martin-du-Mont. Agent SNCF. Il est élu 1er adjoint au maire en mars 1977 et mars 1983. Il est élu maire en juin 1995 mais ne se représente pas en 2001. |
| mars 2001                               | mai 2020                                | Laurent Paucod                                                     | DVG                                                         | Né le 11 décembre 1949, il est professeur de menuiserie. Il est élu maire en mars 2001 et réélu jusqu’en mars 2020. Il est également vice-président de la communauté de communes Bresse Dombes Sud Revermont en 2001, et en devient le président le 10 avril 2008. |
| mai 2020                                | En cours                                | Brigitte Donguy                                                    |                                                             | Né en 1961, elle est contrôleuse du travail. Elle est élue en mai 2020 sur une liste nommée « Ensemble pour notre village ». |

## Population et société

### Démographie
L'évolution du nombre d'habitants est connue à travers les recensements de la population effectués dans la commune depuis 1793. Pour les communes de moins de 10 000 habitants, une enquête de recensement portant sur toute la population est réalisée tous les cinq ans, les populations de référence des années intermédiaires étant quant à elles estimées par interpolation ou extrapolation. Pour la commune, le premier recensement exhaustif entrant dans le cadre du nouveau dispositif a été réalisé en 2008.

En 2022, la commune comptait 1 953 habitants, en évolution de +8,08 % par rapport à 2016 (Ain : +5,15 %, France hors Mayotte : +2,11 %).
| 1793  | 1800  | 1806  | 1821  | 1831  | 1836  | 1841  | 1846  | 1851  |
| ----- | ----- | ----- | ----- | ----- | ----- | ----- | ----- | ----- |
| 1 673 | 1 675 | 1 753 | 1 706 | 1 686 | 1 684 | 1 726 | 1 745 | 1 764 |

| 1856  | 1861  | 1866  | 1872  | 1876  | 1881  | 1886  | 1891  | 1896  |
| ----- | ----- | ----- | ----- | ----- | ----- | ----- | ----- | ----- |
| 1 711 | 1 690 | 1 768 | 1 718 | 1 728 | 1 697 | 1 642 | 1 517 | 1 497 |

| 1901  | 1906  | 1911  | 1921  | 1926  | 1931  | 1936  | 1946  | 1954  |
| ----- | ----- | ----- | ----- | ----- | ----- | ----- | ----- | ----- |
| 1 521 | 1 509 | 1 510 | 1 351 | 1 273 | 1 218 | 1 112 | 1 064 | 1 038 |

| 1962  | 1968  | 1975 | 1982  | 1990  | 1999  | 2006  | 2008  | 2013  |
| ----- | ----- | ---- | ----- | ----- | ----- | ----- | ----- | ----- |
| 1 019 | 1 007 | 909  | 1 078 | 1 179 | 1 302 | 1 505 | 1 565 | 1 717 |

| 2018  | 2022  | - | - | - | - | - | - | - |
| ----- | ----- | - | - | - | - | - | - | - |
| 1 844 | 1 953 | - | - | - | - | - | - | - |

### Jumelages

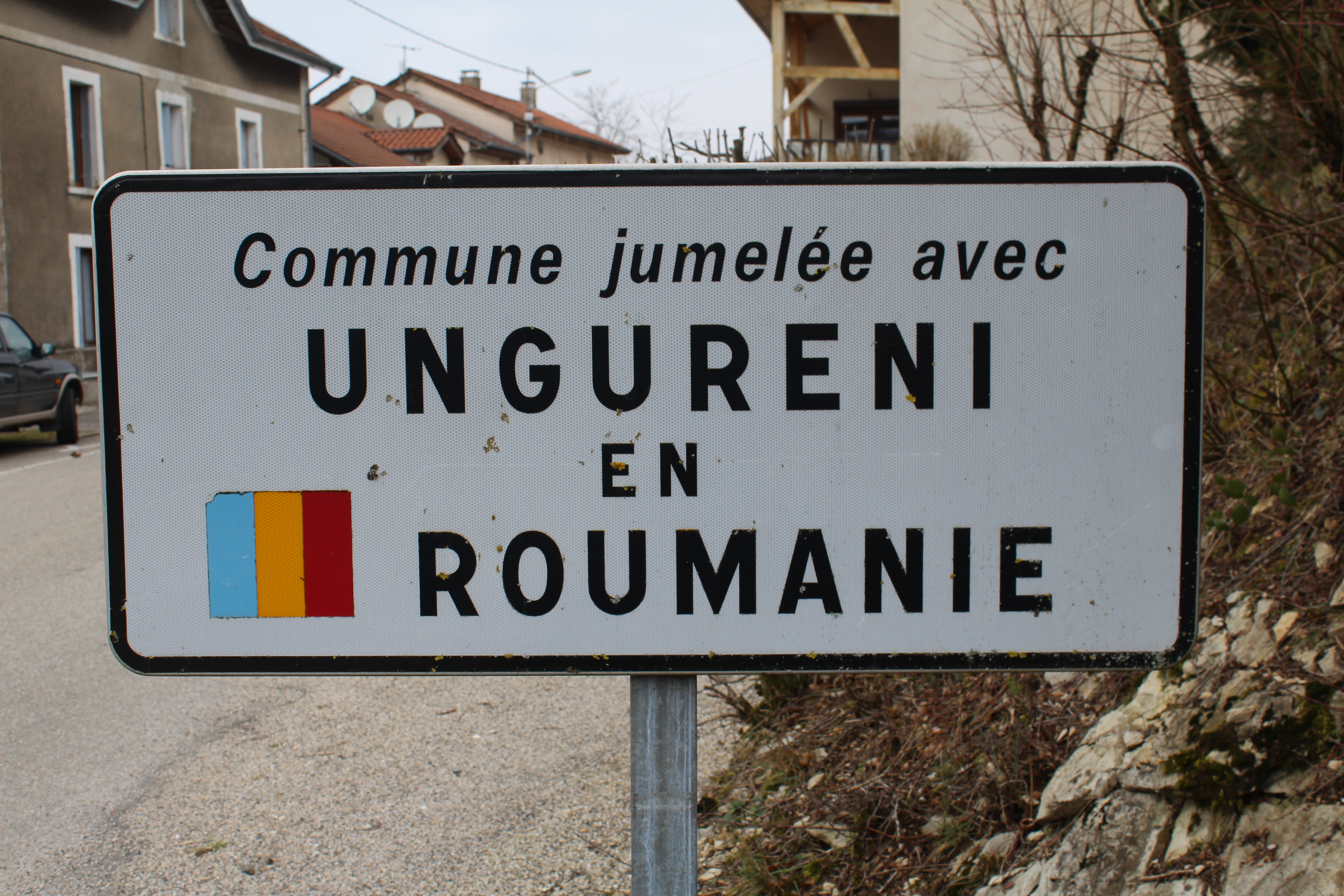
Panneau du jumelage à Saint-Martin-du-Mont.

La commune a développé une association de jumelage avec Ungureni en Roumanie.

### Sports
- Le village est doté d'un club de football : l'Entente Sportive Revermontoise (ESR)[30].

- La 7e étape du Tour de France 2007 est passée par la commune.
- La 2e étape du Tour de l'Ain 2010 passait par la commune où un Grand-prix de la montagne était organisé (quatrième catégorie).
- Étape de Course de caisse à savon 2017.
- Étape de Course de caisse à savon 2020.
- La 18e étape du Tour de France 2023 est passée par la commune.

## Économie
Le village est situé dans l'aire de production du comté ainsi que dans celle de la roussette du Bugey.

## Culture locale et patrimoine

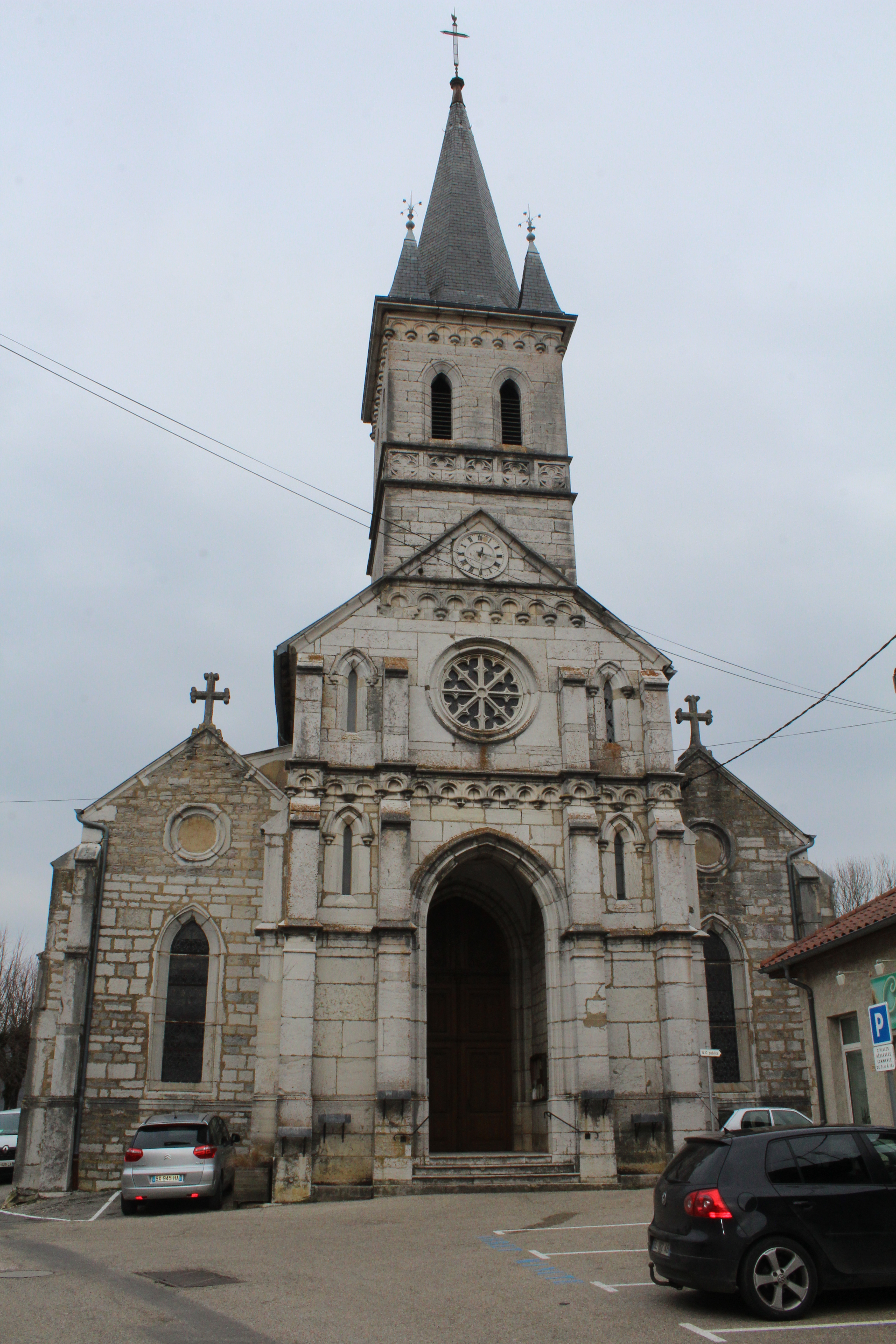
L'église Saint-Laurent.

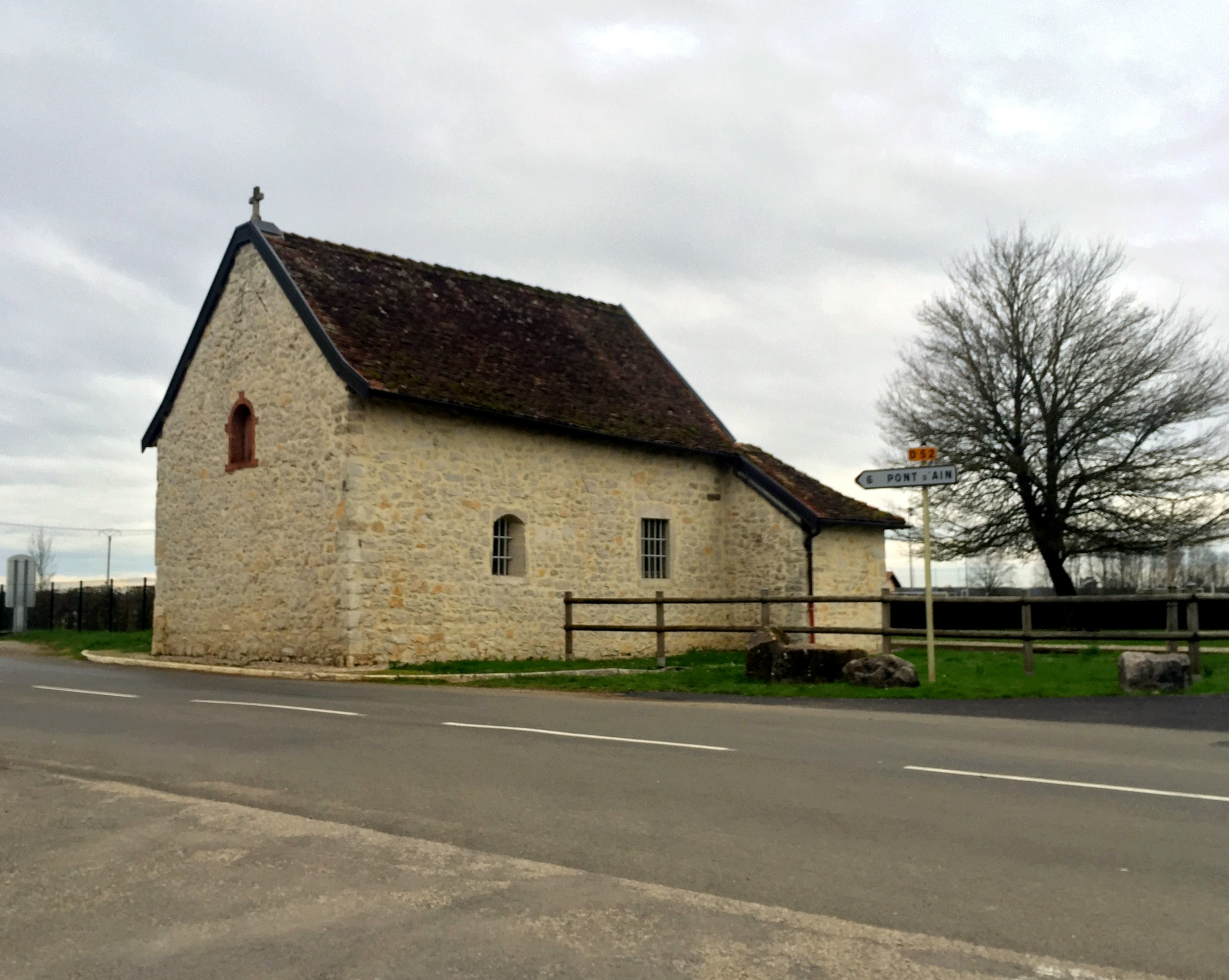
Vue de la chapelle Notre-Dame-de-l'Orme.

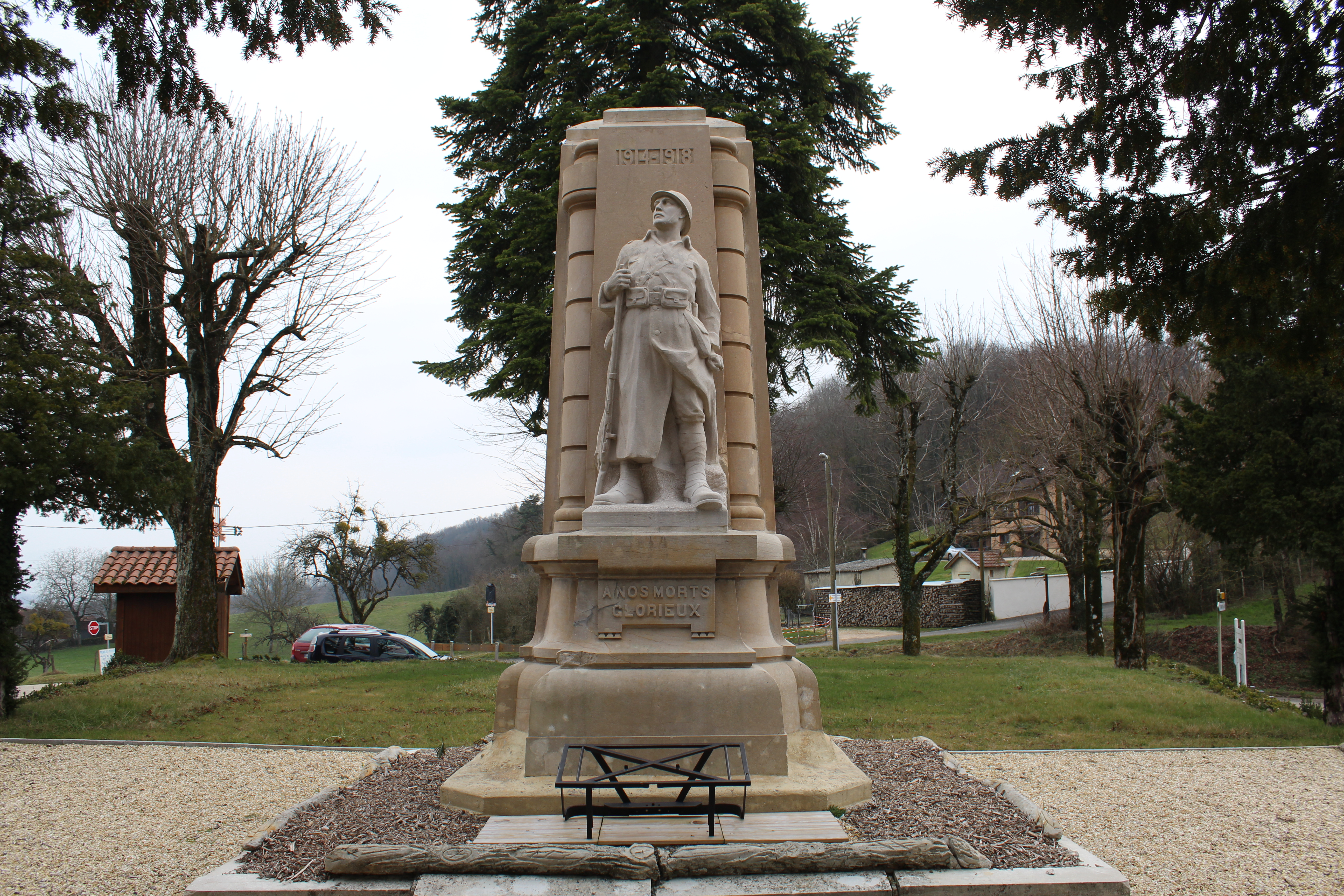
Monument aux morts.

### Lieux et monuments
- L'église Saint-Laurent de Saint-Martin-du-Mont conçue par l'architecte Louis Dupasquier.
- Le monument aux morts : en 2014, le monument qui date de 1922 et qui représente un poilu, est nettoyé et on lui ajoute le nom d'un résistant mort pour la France (originaire du hameau de Salles) : Armand Burtin[31],[32].

- La chapelle Notre-Dame-de-l'Orme[33] qui dépendait du château de La Roche.

#### Les châteaux
- Le château de La Roche.
- Le château de Pommier.
- Le château de Chiloup (ou maison forte de Chiloup), bâti par Guichard de Chiloup vers 1329[34].

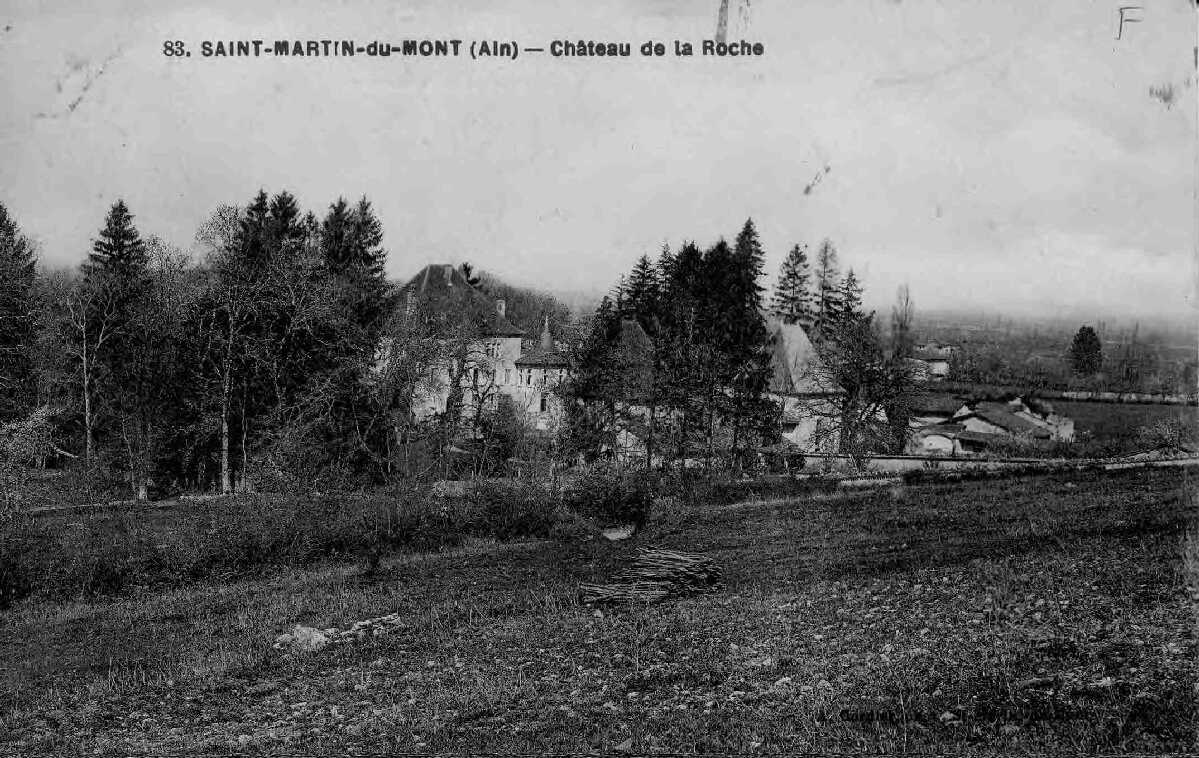
Château de La Roche, carte postale ancienne.
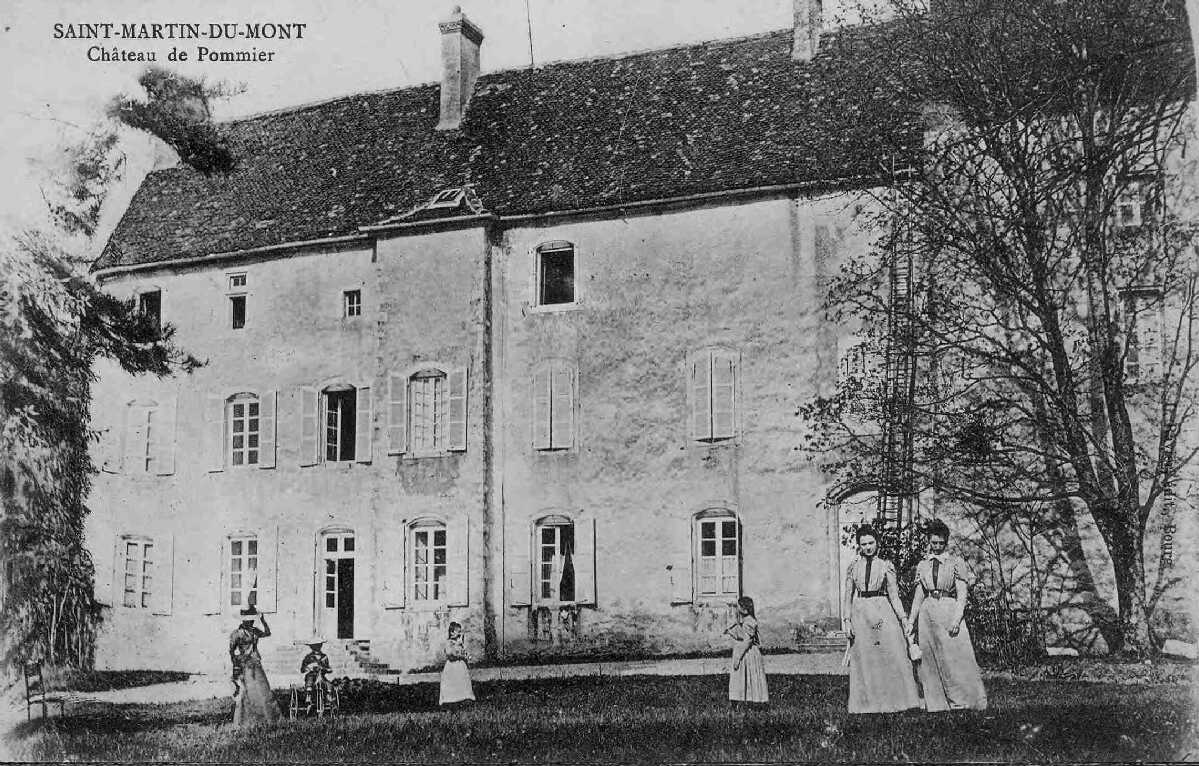
Château de Pommier, carte postale ancienne.
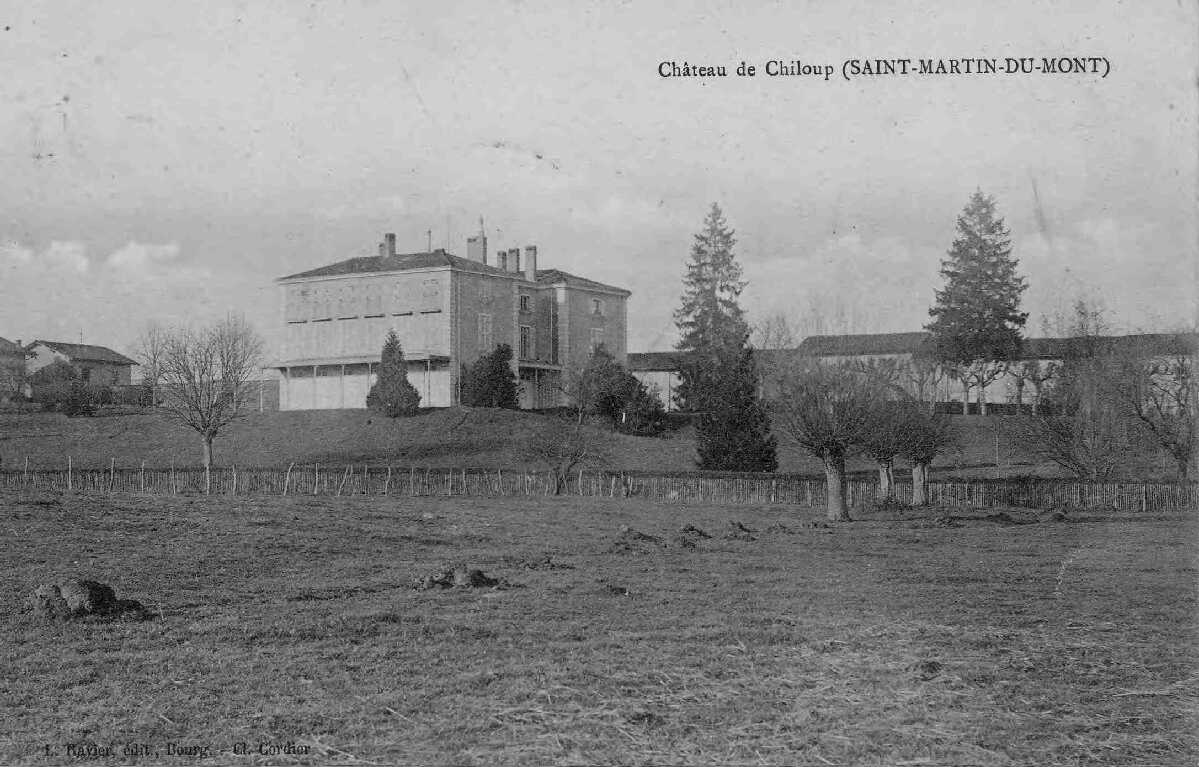
Château de Chiloup, carte postale ancienne.

### Personnalités liées à la commune
- Louis-Hilaire de Conzié (1736-1804), évêque français, est possiblement né à Saint-Martin-du-Mont.
- Joachim François Mamert de Conzié (1736-1795), archevêque français, frère du précédent, possiblement né à Saint-Martin-du-Mont.
- Joseph Tournier a réalisé des fouilles au lieu-dit de Chateauvieux, au début du XXe siècle.
- Benoît-Louis Gouly (1753-823), personnalité politique de la Révolution française, est né à Saint-Martin-du-Mont.
- Jean-François Berliet, mort le 2 janvier 1607, évêque catholique, archevêque de Tarentaise, était seigneur de Chiloup et de La Roche.
- Jean-Jacques Durand de Chiloup (1768-1852), homme politique français : il a été maire de Saint-Martin-du-Mont et président du conseil général de l'Ain.
- Abbé Naillod (d) (1877-1951), curé de Saint-Martin-du-Mont de 1921 à 1937 et historien local du village. Un calice offert par la paroisse en remerciement de son action est conservé à la chapelle Sainte-Madeleine de Bourg-en-Bresse et est classé au titre objet aux monuments historiques[35].
- Julien Gonin, cavalier français et disciple de Michel Robert, installé à Saint-Martin-du-Mont[36].

### Saint-Martin-du-Mont et le cinéma
- Une partie du film Confession d'un enfant du siècle a été tournée au château de Pommier en 2011[37].